# 黃晴
黃晴（1973年3月12日—），是台灣的新聞主播、新聞記者，輔仁大學大眾傳播系畢業、曾任中視新聞記者。

## 學歷
- 輔仁大學大眾傳播系

## 經歷
- 中視記者、主播、節目主持人、製作人
- 力霸友聯U2綜合台記者、主播
- 真相新聞網記者、主播

## 曾經參與節目
| 時間                     | 頻道                               | 節目                 | 備註                     |
| 2005－2012               | 中視                               | 《中視午間新聞》     |                          |
| 2010.10.09－2011.12.10   | 中視                               | 《中視新聞全球報導》 | 週末主播                 |
|                          | 中視新聞台→中視數位台              | 《海峽夜航》         |                          |
|                          | 中視數位台                         | 《股海黃金線》       |                          |
|                          | 中視經典台、中視數位台、中視新聞台 | 《聰明Buy金女》      |                          |
| 2017年8月7日－2017年12月 | 中視、中視新聞台                   | 《中視早安新聞》     | 與蕭惠文、陳志耕共同播報 |